# Charlie Hofheimer
Charlie Hofheimer (nascido em 17 de abril de 1981) é uma ator de cinema, televisão e teatro estadunidense. Ele conseguiu seu primeiro papel no cinema como Jim Garland na versão de 1994 do filme Lassie . Ele também fez muitas aparições em séries de tv. 

## Vida e carreira
Hofheimer nasceu em Brooklyn, New York e começou a atuar jovem. Seu primeiro papel no cinema foi na versão de 1994 do filme Lassie . Ele já apareceu em outros filmes como Boys, Fathers' Day, Music of the Heart, Black Hawk Down e The Village. Em 2008 Hofheimer produziu, dirigiu, escreveu e editou um curta-metragem chamado  Baggage.
Seus créditos televisivos incluem Are You Afraid of the Dark?, Law & Order, CSI: Crime Scene Investigation, NCIS, Numb3rs, Medium, House MD e Mad Men.
Hofheimer também estrelou em várias produções teatrais. Em 1996, ele interpretou Kenny Simmonds em Minor Demons no Teatro Currican em Nova York e depois novamente em 1997 no Teatro Century em Nova York. Em 2000, ele interpretou Ovídio Bernstein e Tobias Pfeiffer II em Old Money no Mitzi E. Newhouse Theater em Nova York. Suas outras performances de palco incluem Spittin(como Matt), no Teatro Forum, Ruler of My Destiny (como Hart) no Long Wharf Theatre , em New Haven, Connecticut , Opelika (como Matty) no terceiro olho companhia de repertório, em Nova York City, Treasure Island (como Jim Hawkins) na Light Company Teatro Azul em Nova York e fez sua Broadway estréia como Jimmy em  On the Waterfront.
Em 1999, graduou-se na New York Lab School, uma escola pública em Nova York.
Interesses da Hofheimer incluem baseball, futebol, piano, passeios a cavalo e de hóquei.

## Filmografia
| Filmes       | Filmes                            | Filmes                                 | Filmes                                                                                   |
| Ano          | Nome                              | Personagens                            | Notas                                                                                    |
| ------------ | --------------------------------- | -------------------------------------- | ---------------------------------------------------------------------------------------- |
| 1994         | Lassie                            | Jim Garland                            |                                                                                          |
| 1996         | Boys                              | John Cooke                             |                                                                                          |
| 1997         | Fathers' Day                      | Scott Andrews                          |                                                                                          |
| 1998         | Edge City                         | James                                  |                                                                                          |
| 1999         | Music of the Heart                | Nick at 17                             |                                                                                          |
| 2001         | Last Ball                         | Jim                                    |                                                                                          |
| 2001         | Black Hawk Down                   | Corporal Jamie Smith                   |                                                                                          |
| 2002         | The Ghost of F. Scott Fitzgerald  | James Powell                           |                                                                                          |
| 2004         | The Village                       | Kevin, the young security guard        |                                                                                          |
| 2008         | Baggage                           | -                                      | Short film (as Producer, Director, Writer, and Editor)                                   |
| 2009         | Blur                              | Raymond                                |                                                                                          |
| 2009         | Against the Current               | -                                      | (as Associate Producer)                                                                  |
| 2010         | Numb                              | Jason                                  |                                                                                          |
| 2010         | Autopilot                         | Mike                                   |                                                                                          |
| 2012         | Would You Rather                  | Travis                                 |                                                                                          |
| Televisão    |                                   |                                        |                                                                                          |
| Ano          | Nome                              | Personagens                            | Notas                                                                                    |
| 1995         | New York News                     |                                        | 1 episode - A Question of Truth                                                          |
| 1996         | Are You Afraid of the Dark?       | Jeff Dean                              | 2 episodes - The Tale of the Water Demons The Tale of the Unexpected Visitor (1994–1996) |
| 1996         | Law & Order                       | Andrew Jansson Ben Karmel              | 2 episodes - Wannabe Homesick (1995–1996)                                                |
| 1999         | Trinity                           |                                        | 1 episode - Breaking In, Breaking Out, Breaking Up, Breaking Down                        |
| 1999         | Blue Moon                         | T.J. Medieros                          | Television film                                                                          |
| 1999         | Now and Again                     | Nick                                   | 1 episode - A Girl's Life                                                                |
| 2003         | Law & Order: Special Victims Unit | Jerry Dupree                           | 1 episode - Tortured                                                                     |
| 2003         | CSI: Crime Scene Investigation    | Kevin McCallum                         | 1 episode - A Night at the Movies                                                        |
| 2003         | NCIS                              | Petty Officer First Class Bobby Wilkes | 1 episode - High Seas                                                                    |
| 2006         | Numb3rs                           | Ron Allen                              | 1 episode - The Running Man                                                              |
| 2007         | Medium                            | David Channing                         | 1 episode - Second Opinion                                                               |
| 2007         | House M.D.                        | Mark Allmore                           | 1 episode - 97 Seconds                                                                   |
| 2008         | Eli Stone                         | Scott Miller                           | 1 episode - I Want Your Sex                                                              |
| 2008         | Canterbury's Law                  | Ethan Foster                           | 3 episodes - Pilot What Goes Around Trade-Off                                            |
| 2008         | Fear Itself                       | Scott                                  | 1 episode - Community                                                                    |
| 2009         | Cold Case                         | George Sweeney                         | 1 episode - Lotto Fever                                                                  |
| 2009         | Without a Trace                   | Chris White                            | 1 episode - Voir Dire                                                                    |
| 2010–present | Mad Men                           | Abe Drexler                            | 11 episodes                                                                              |

.

## Ligações Externas
- Charlie Hofheimer. no IMDb.
- Charlie Hofheimer at flixster